# Édouard Wattelier
Édouard Wattelier   (Chaumontel, 12 de desembre de 1876 - Chaumontel, 18 de setembre de 1957) fou un ciclista francès que va competir a començaments del segle xx. En el seu palmarès destaca la Bordeus-París de 1902. Va prendre part en set edicions del Tour de França entre el 1903 i 1911. La setena posició en la general en l'edició del 1906 fou el millor resultat.

## Palmarès
- 1898
  - 3r de la París-Roubaix
- 1901
  - 1r a la Tolosa-Luchon
  - 3r a la París-Tours
- 1902
  - 2n a la París-Roubaix
- 1902
  - 1r a la Bordeus-París

## Resultats al Tour de França
- 1903. Abandona (1a etapa)
- 1905. Abandona (1a etapa)
- 1906. 7è de la classificació general
- 1907. Abandona (1a etapa)
- 1908. 28è de la classificació general
- 1909. Abandona (1a etapa)
- 1911. Abandona (10e etapa)